# Rattemanspoort

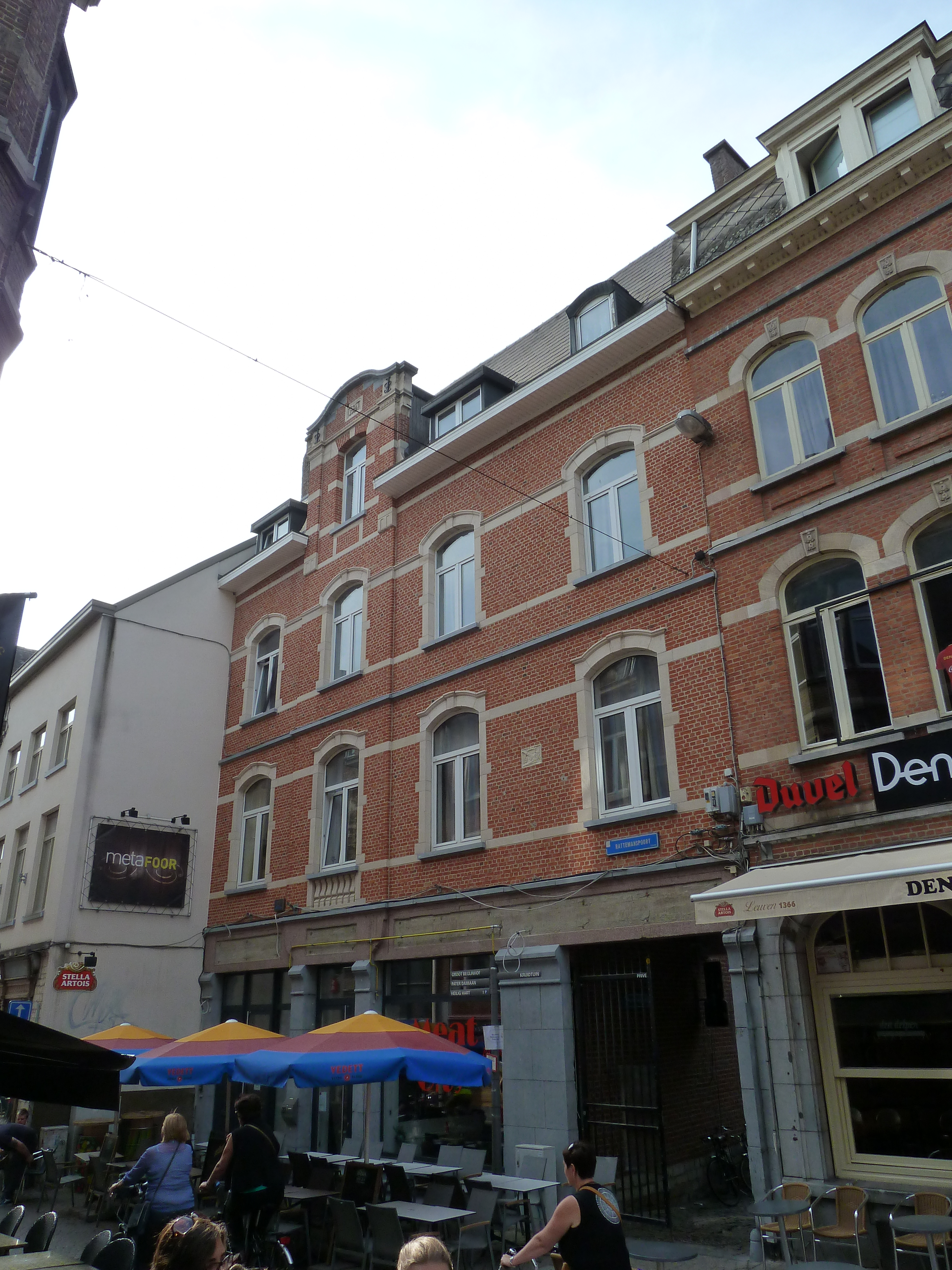
Rattemanspoort, rechts in de Parijsstraat (Leuven)

De Rattemanspoort is een steeg in Leuven (België). Het straatje loopt vanaf de Parijsstraat, waar er een doorgangspoort in de huizenrij is, tot aan Den Tempst.

## Historiek
Het straatje met de pakhuizen en woonhuizen gaat terug tot het landgoed van de familie Ratteman, in het Middeleeuwse Leuven. De familie Ratteman behoorde tot de patriciërs van de stad Leuven in de Zuidelijke Nederlanden. Meer precies behoorde de familie Ratteman tot het Tweede Geslacht (in het Latijn Genus Secunda) van de historische zeven geslachten, ofwel het geslacht Van der Calsteren.
Het oorspronkelijke patriciërshuis dateerde van de 13e eeuw en lag toen binnen de eerste ringmuur van de stad; in de 15e eeuw was het Hotel Ratteman op haar hoogtepunt van belang. Van het eerste huis Ratteman blijft vandaag niets over. Delen van het 17e-eeuws huis zijn wel nog terug te vinden in het huidige patriciërshuis achteraan in de straat.
Het toegangshuis aan de Parijsstraat dateert van de 20e eeuw. Het poortgebouw gaf zijn naam aan de hele steeg erachter.